# Max Rohr (Politiker)
Max Albert Rohr (* 25. April 1890 in Mägenwil; † 24. Juli 1980 in Meggen, heimatberechtigt in Mägenwil, seit 1945 in Baden) war ein Schweizer Politiker (CVP).

## Leben
Max Rohr kam am 25. April 1890 in Mägenwil als Sohn des Notars Albert Rohr und der Maria Josefa geborene Meier zur Welt. Max Rohr besuchte zunächst von 1904 bis 1910 das Lyzeum Stiftsschule Einsiedeln, bevor er zwischen 1910 und 1914 ein Studium der Rechte an den Universitäten Zürich, München, Bern und Leipzig aufnahm, das er 1914 mit dem Erwerb des akademischen Grades eines Dr. iur. abschloss. Nach dem Erwerb des Fürsprecherpatents des Kantons St. Gallen im Jahr 1916 war er ab 1925 als Anwalt in Baden tätig.
Max Rohr heiratete im Jahr 1919 die gebürtige Lindauerin Hildegard Maria Josephine Paulina geborene Schleich. Er verstarb am 24. Juli 1980 drei Monate nach Vollendung seines 90. Lebensjahres in Meggen.

## Politischer Werdegang
Max Rohr, Mitglied der Konservativen Volkspartei (heute: Christlichdemokratische Volkspartei), war zunächst von 1918 bis 1921 im Zentralschulrat, daran anschliessend bis 1925 im St. Galler Gemeinderat vertreten. In weiterer Folge vertrat er seine Partei von 1929 bis 1958 im aargauischen Grossen Rat, davon 1941 bis 1942 als Präsident. Parallel dazu nahm er für den Kanton von 1933 bis 1959 Einsitz in den Nationalrat. Darüber hinaus präsidierte er in den Jahren 1950 bis 1955 die Konservative Volkspartei.
Max Rohrs Engagement galt auf kantonaler Ebene dem Kloster Fahr, während er auf Bundesebene die Aufhebung der konfessionellen Ausnahmeartikel vorbereitete.